# Velká Bystřice zastávka
Velká Bystřice zastávka – przystanek kolejowy w Velkej Bystřicy, w kraju ołomunieckim, w Czechach przy ulicy Loučná 739. Znajduje się na wysokości 245 m n.p.m. i leży na linii kolejowej nr 310.